# Stade Adolphe-Chéron
Le stade Adolphe-Chéron est le stade principal de football et d'athlétisme de la ville de Saint-Maur-des-Fossés (Val-de-Marne).

## Description
Ce stade, d'une capacité totale de 3 500 places, est aujourd'hui utilisé par les footballeurs de l'US Lusitanos Saint-Maur et les athlètes de la VGA Saint-Maur.

## Histoire

### Stade olympique du Parc de Saint-Maur
L'origine du stade remonte à 1912 et au legs Vassal. Le terrain de 3,7 hectares est en effet légué à la Ville de Saint-Maur par Philéas Vassal. Le testament pose quelques conditions comme l'interdiction de scinder la parcelle et l'obligation de la consacrer à la pratique sportive « des deux sexes ». La Compagnie du Stade olympique est créée en 1920 pour gérer et exploiter le site. Sous la houlette d'Adolphe Chéron, le stade est construit entre début 1920 et mai 1922. L'inauguration de l'enceinte qui peut alors accueillir 10 000 spectateurs a lieu le 28 mai 1922,. Le gymnase Henry-Paté se trouve également sur le site.
Le stade accueille notamment les Championnats de France d'athlétisme féminin en 1929, 1933 et 1934. 
Le stade est rénové superficiellement entre 1943 et 1951.

### Stade Adolphe-Chéron
Le stade prend son nom actuel le 24 mai 1952. L'enceinte est encore rénovée entre 1958 et 1973. L'éclairage est définitivement installé le 19 novembre 1964. Avant cette date, l'éclairage est seulement partiel et parfois renforcé de manière provisoire pour la tenue d’événements en nocturne comme les fameuses « soirées de Saint-Maur », réunions d'athlétisme.

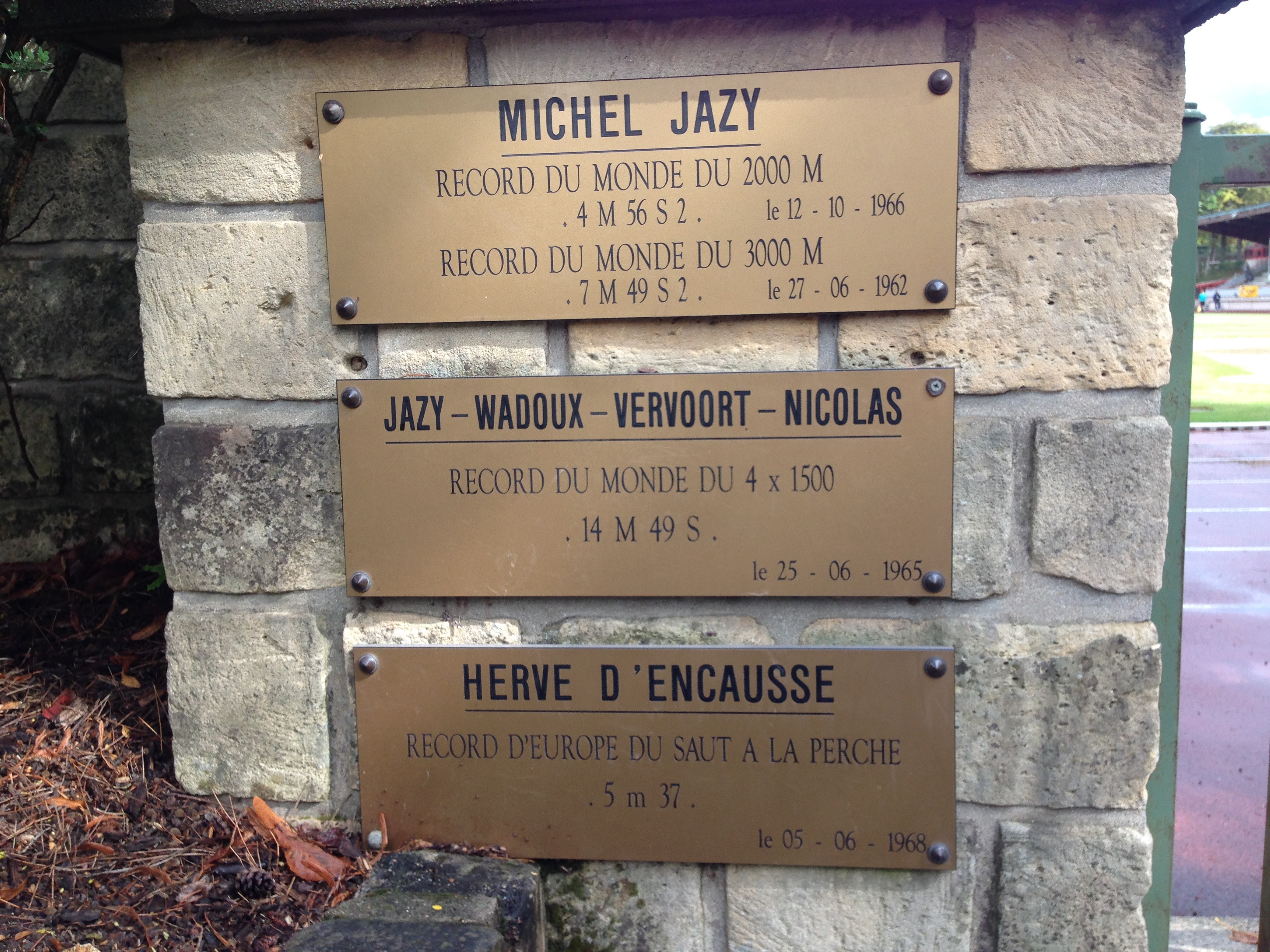
Plaque commémorant les records de Michel Jazy, Hervé d'Encausse et du relais 4X1500m français

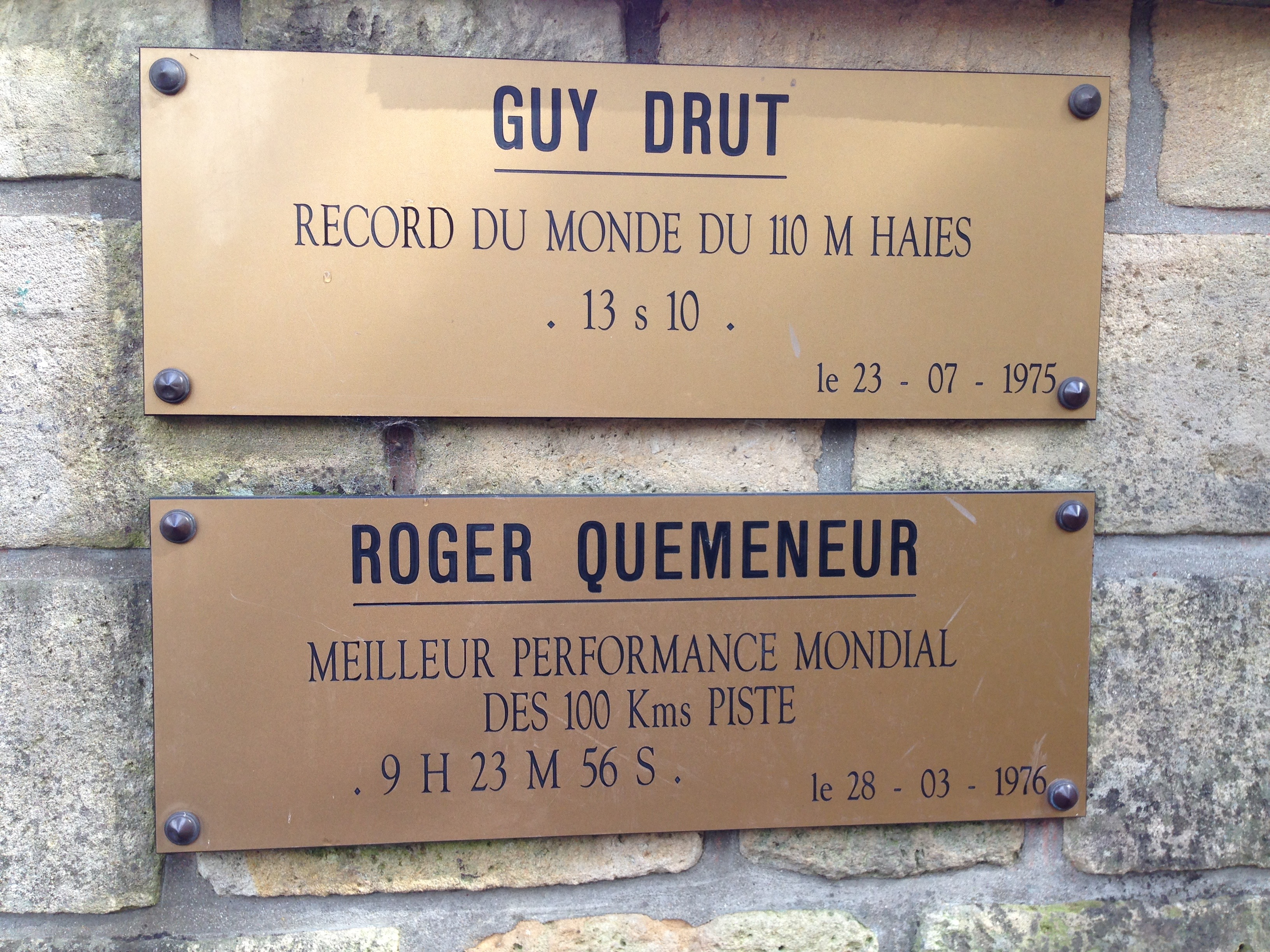
Plaque commémorant les records de Guy Drut et Roger Quemener

Au cours de ces soirées athlétiques, citons notamment les records battus par Michel Jazy : 
- le 27 juin 1962, il bat le record du monde du 3000 mètres en 7:49.2.
- le 2 juin 1965, il bat le record d'Europe du mile en 3:55.5,
- le 12 octobre 1966, il fait ses adieux à la compétition en battant le record du monde du 2000 mètres (4:56.1).

D'autres records internationaux d'athlétisme sont également battus sur le stade :
- Hervé d'Encausse y bat le record d'Europe du saut à la perche le 5 juin 1968 (5,37 m).
- Guy Drut y bat le record du monde du 110 mètres haies le 23 juillet 1975 en 13.1.

Le stade est encore rénové entre 1987 et 1988 avec l'érection d'une nouvelle tribune principale de 680 places assises : la tribune Michel Jazy est inaugurée le 9 octobre 1988. 
Le stade est de nouveau rénové en 2017 pour notamment le mettre conforme aux normes du Championnat National où espère évoluer les Lusitanos. La pelouse du terrain de football est remplacée par du synthétique nouvelle génération pour permettre une utilisation intensive et les six couloirs, un temps voulu réduits à quatre, de la piste d'athlétisme sont également remplacés par du synthétique.